# Seli (Rae)
Seli is een plaats in de Estlandse gemeente Rae, provincie Harjumaa. De plaats heeft de status van dorp (Estisch: küla).

## Bevolking
Het dorp had 24 inwoners op 31 december 2011 en 33 inwoners op 31 december 2021.